# Jan V. Drašković z Trakošćanu
Jan V. Antonín Drašković z Trakošćanu (chorvatsky Ivan V. Drašković Trakošćanski, maďarsky Trakostyáni V. Draskovics János, kolem roku 1675 – 21. července 1733, Klenovnik) byl chorvatský šlechtic a velkostatkář z hraběcího rodu Draškovićů. V armádě dosáhl hodnosti generálporučíka a zastával úřady župana okresů Valkó a Baranya, hlavního královského komorníka, a chorvatského bána.

## Život
Narodil se kolem roku 1675 jako syn královského nejvyššího komorníka hraběte Jana (IV.) Draškoviće a jeho manželky hraběnky Marie Magdaleny Nádasdyové.
Po studiích na italských univerzitách v Boloni a Římě se v roce 1698 ujal dědičného úřadu župana okresů Valkó a Baranya, když v této funkci vystřídal svého bratra. Nároku na církevní území v Baranyi se nevzdal ani poté, co ji v roce 1705 péčský biskup František Vilém z Nesselrode získal zpět pro svou diecézi.
V roce 1704 Drašković bojoval proti povstání Františka Rákócziho, od roku 1708 v hodnosti generála. V roce 1705 ho císař Josef I. jmenoval královským hlavním komorníkem.
Od roku 1716 velel v hodnosti generálporučíka chorvatské národní milici proti tureckým vojskům. Od roku 1721 byl zástupcem chorvatského bána Jan Bernarda Pálffyho a od konce roku 1731 se stal bánem. Tento úřad zastával až do své smrti krátce nato, 21. července 1733.

### Manželství a rodina
V roce 1704 se oženil s hraběnkou Marií Kateřinou z Brandi (1680–1751) a jsou známy jejich tři děti:
- Jan (1707–1735)
- Josef Kazimír (1714–1765), generálmajor, vrchní velitel v Sedmihradsku; manželka: baronka Zuzana Malatinská (1716–1786)
- Marie Alžběta (1725–1782); 1. manžel: hrabě Petr Keglević z Bužimi (?–1744); 2. manžel: hrabě Petr Sermage (1722–1771)